# Arocha
Arocha is een geslacht van spinnen uit de  familie van de Spinneneters (Mimetidae).

## Soorten
- Arocha erythrophthalma Simon, 1893
- Arocha rochai Mello-Leitão, 1941